# تينة ذأبانية
تينة ذأبانية أو تينة ذئبية الشكل (بالإنجليزية: Lupoid sycosis)‏ هو حالة جلدية تتميز بنوع تندب من التهاب الجريبات العميق، والذي يؤثر عادة على منطقة اللحية.